# Championnats du monde de semi-marathon 1996
Les 5e Championnats du monde de semi-marathon ont eu lieu le 29 septembre 1996 à Palma de Majorque. 209 athlètes issus de 53 nations ont participé à l'évènement.

## Résultats

### Hommes
| Épreuves            | Or                                                                 | Argent                                                                      | Bronze                                                                |
| Course individuelle | Stefano Baldini 1 h 01 min 17                                      | Josephat Kiprono 1 h 01 min 30                                              | Tendai Chimusasa 1 h 02 min 00                                        |
| Par équipes         | Italie Stefano Baldini Giacomo Leone Vincenzo Modica 3 h 07 min 42 | Espagne Carlos de la Torre Alejandro Gómez José Manuel García 3 h 08 min 36 | Japon Toshiyuki Hayata Masatoshi Ibata Katsuhiko Hanada 3 h 08 min 43 |

### Femmes
| Épreuves            | Or                                                      | Argent                                                             | Bronze                                                                |
| Course individuelle | Ren Xiujuan 1 h 10 min 39                               | Lidia Simon 1 h 10 min 57                                          | Aura Buia 1 h 11 min 01                                               |
| Par équipes         | Roumanie Lidia Simon Aura Buia Nuta Olaru 3 h 33 min 05 | France Christine Mallo Zahia Dahmani Muriel Linsolas 3 h 38 min 44 | Italie Lucilla Andreucci Annalisa Scurti Sonia Maccioni 3 h 41 min 28 |

## Tableau des médailles
| Rang | Nation | Or | Argent | Bronze | Total |
| ---- | ------ | -- | ------ | ------ | ----- |